# Veszelszki Antal
Veszelszki Antal (Sopron?, 1730 körül – Óbuda, 1798. április 29.) magyar orvos és botanikus. 

## Életpályája
Valószínűleg Sopronban született. Életéről csak kevés adat maradt fenn. Több botanikával, gazdálkodással és orvoslással foglalkozó műve ismert. Legjelentősebb alkotása az 1798-ban megjelent A növény-plánták országából való erdei és mezei gyűjtemény, vagyis fa és fűszeres könyv című műve, amely 528 növényfajt sorol fel. Emellett méhészettel is foglalkozott és könyvet is írt róla:  A magyarországi méhtartás rövid tudománya. Vácz, 1782., 1795.

## Művei
- A Nagy Terézia magyar királyné felől gyászos óhajtás. Hely n., 1780. (Költemény).
- A növény-planták országából való erdei és mezei gyűjtemény, vagy-is fa- és fűszerkönyv. Pest, 1798.
- Száz esztendős Kalendáriom, vagy-is az esztendőnek XII hónapjára alkalmazott majoros gazda. Uo. 1799. (Nyom. Budán).
- Huszonöt esztendőre szegődött házi és mezei szolga. Vácz, 1797. (Névtelenül).
- A magyarországi méhtartás rövid tudománya. Uo. 1782., 1795.
- Házi orvosságok. Uo. 1795. és 1801. (A két utóbbi névtelen munkát Flatt után Borbás szintén V.-nek tulajdonítja.)